# Tammar Abbud
Tammar Abbud Almali, född den 14 augusti 1998 i Bollnäs, är en svensk judoutövare. Han har tävlat för det svenska landslaget och representerar sedan 2022 Irak på världstouren.

## Biografi
Almalis karriär började i Bollnäs Judoklubb när han var fem år gammal. År 2014 flyttade han till Sundsvall, där han gick på judogymnasium.
Bland hans meriter finns bland annat tre SM-medaljer från ett och samma år. 2015 tog Almali som 16-åring SM-medalj i samtliga de tre ålderskategorierna som finns inom judo. Det inkluderar SM-guld i u18 -90kg, SM-brons i u21 -90kg och ett SM-silver i seniorklassen -90kg.
Senioreuropacupen i Sarajevo 2019 var en av tävlingarna där Almali representerade Sveriges herrlandslag, innan han valde att byta till Irak. I första rundan ställdes Almali mot schweizaren och u23-EM-medaljören Wittwer, där Almali utgick som segrare redan efter 14 sekunder. I andra rundan ställdes Almali mot serben Ivkovic, även där utgick Almali som segrare. I tredje rundan var det bosniern Elez som blev motståndet; här blev det dock förlust för Almali, och bosniern slutade slutligen på en tredje plats.
I slutet av 2021 gjorde Almali valet att byta landslag till det irakiska judolandslaget. Den 5 februari 2022 debuterade Tammar på världstouren under namnet Tammar Almali på Paris Grand Slam för Irak. 
I juli 2022 var Almali rankad på plats 243 på världsrankningen.

## Resultat
Källa:
| År   | Tävling                    | Stad                 | Plats | Viktklass               |
| ---- | -------------------------- | -------------------- | ----- | ----------------------- |
| 2014 | Southend International     | Southend, England    | 2:a   | Medelvikt (90 kg)       |
| 2014 | Southend International     | Southend, England    | 2:a   | Tungvikt (+90 kg)       |
| 2014 | Budo Nord Cup              | Lund, Sverige        | 3:a   | Medelvikt (90 kg)       |
| 2015 | Finnish Open Championships | Kuovola, Finland     | 3:a   | Halv medelvikt (81 kg)  |
| 2015 | Swedish Championships      | Sundsvall, Sverige   | 2:a   | Medelvikt (90 kg)       |
| 2015 | Swedish Championships u21  | östersund, Sverige   | 3:a   | Medelvikt (90 kg)       |
| 2015 | Swedish Championships u18  | Östersund, Sverige   | 1:a   | Medelvikt (90 kg)       |
| 2015 | Budo Nord Cup              | Lund, Sverige        | 3:a   | Medelvikt (90 kg)       |
| 2015 | Norge Cup Open             | Levanger, Norge      | 1:a   | tungvikt (+90 kg)       |
| 2015 | Norge Cup Open             | Levanger, Norge      | 2:a   | Medelvikt (90 kg)       |
| 2015 | Matsumae Cup               | Vejle, Danmark       | 3:a   | Medelvikt (90 kg)       |
| 2016 | Nordic Championships       | Larvik, Norge        | 2:a   | Halv medelvikt (81 kg)  |
| 2016 | Norge Cup Open             | Levanger, Norge      | 3:a   | Medelvikt (90 kg)       |
| 2016 | Norge Cup Open             | Levanger, Norge      | 1:a   | Tungvikt (+100 kg)      |
| 2016 | Norge Cup Open             | Levanger, Norge      | 1:a   | Halv tungvikt (-100 kg) |
| 2017 | Samurai Cup III            | Rovaniemi, Finland   | 1:a   | Halv medelvikt (81 kg)  |
| 2017 | Budo Nord Cup              | Lund, Sverige        | 3:a   | Halv medelvikt (81 kg)  |
| 2017 | Nordic Championships       | Trollhättan, Sverige | 3:a   | Halv medelvikt (81 kg)  |
| 2017 | Norge Cup Open             | Levanger, Norge      | 1:a   | Halv medelvikt (81 kg)  |
| 2017 | Norge Cup Open             | Levanger, Norge      | 2:a   | Medelvikt (90 kg)       |
| 2017 | Copenhagen Open            | Köpenhamn, Danmark   | 2:a   | Halv medelvikt (81 kg)  |
| 2018 | Finnish Open Championships | Tampere, Finland     | 3:a   | Halv medelvikt (81 kg)  |
| 2018 | Finnish Open Championships | Tampere, Finland     | 3:a   | Halv medelvikt (81 kg)  |
| 2018 | Swedish Open               | Haninge. Sverige     | 2:a   | Halv medelvikt (81 kg)  |
| 2018 | Budo Nord Cup              | Lund, Sverige        | 3:a   | Halv medelvikt (81 kg)  |
| 2019 | Baltic Sea Championships   | Orimattila, Finland  | 1:a   | Halv medelvikt (81 kg)  |
| 2021 | Budo Nord Cup              | Lund, Sverige        | 3:a   | Halv medelvikt (81 kg)  |